# Centro Cultural Ollin Yoliztli
El Centro Cultural Ollin Yoliztli es un centro cultural y educativo de la Ciudad de México, ubicado en la alcaldía Tlalpan. Está a cargo de la Secretaría de Cultura de la Ciudad de México.

## Historia
El centro fue fundado en la colonia Isidro Fabela, en lo que fue el Cine IMAN Pirámide, construido en 1976, y los terrenos aledaños en donde se construía un centro comercial, donados por el Departamento del Distrito Federal al Institución Mexicana de Asistencia a la Niñez (IMAN). La reciente fundación de la Orquesta Filarmónica de la Ciudad de México (OFCM) iniciativa promovida por Carmen Romano, motivaron a la conversión del cine en una sala de conciertos en donde la OFCM pudiera brindar sus conciertos y la estructura del centro comercial en un centro de enseñanza musical.
La sala de cine reconvertida en sala de conciertos fue inaugurada el 27 de noviembre de 1979 por Carmen Romano como Auditorio Ollin Yoliztli. En 1986 fueron inauguradas las áreas adicionales del centro cultural, mismas que fueron hechas para construir centros educativos de música y danza que pudieran estar en contacto con los artistas profesionales que se presentaban en el auditorio. Entre las áreas construidas estuvieron las instalaciones de las escuelas de Iniciación a la Música y la Danza, la de perfeccionamiento Vida y Movimiento y la de Arte Integral, la Sala Hermilo Novelo, la sala de cine Andrea Palma, galerías, librería, el restaurante La Escala, cafetería y un estacionamiento.
En 1994 por iniciativa del Consejo Nacional para la Cultura y las Artes (CNCA) fueron constituidas dos organizaciones civiles que se pudieran hacer cargo de las escuelas y programas educativos del centro, Conjunto Cultural Ollin Yoliztli A.C. y en 1998 Orquesta Juvenil Mexicana, A.C., organizaciones que sostuvieron la labor educativa del centro por varios años. En el año 2000, tras la vuelta a la democracia en la Ciudad de México y la constitución del Instituto de Cultura de la Ciudad de México—hoy Secretaría de Cultura de la Ciudad de México— el Gobierno del Distrito Federal solicitó al CNCA la devolución del centro, proceso que trajo consigo una pugna jurídica que se prolongó por varios años.
Con el paso de las décadas el centro entró en un profundo deterioro, por tanto, ha experimentado diversas remodelaciones, entre ellas, la hecha a la Sala Silvestre Revueltas en 2002 y en 2017 se invirtieron nuevamente 50 millones de pesos mexicanos para remodelar el centro, situación que llevó a que la Orquesta Filarmónica de la Ciudad de México a buscar una nueva sede en el periodo en el que se desarrollaron los trabajos. La Sala Silvestre Revueltas fue reacondicionada por el mismo arquitecto que reconvirtió el cine en sala, Eduardo Saad Eljure.
En la actualidad, el centro es la sede de la Orquesta Filarmónica de la Ciudad de México, del Coro de la Ciudad de México, de la Banda de Música de la Secretaría de Cultura y de la Banda Sinfónica de la Ciudad de México, entre otras agrupaciones.

## Espacios

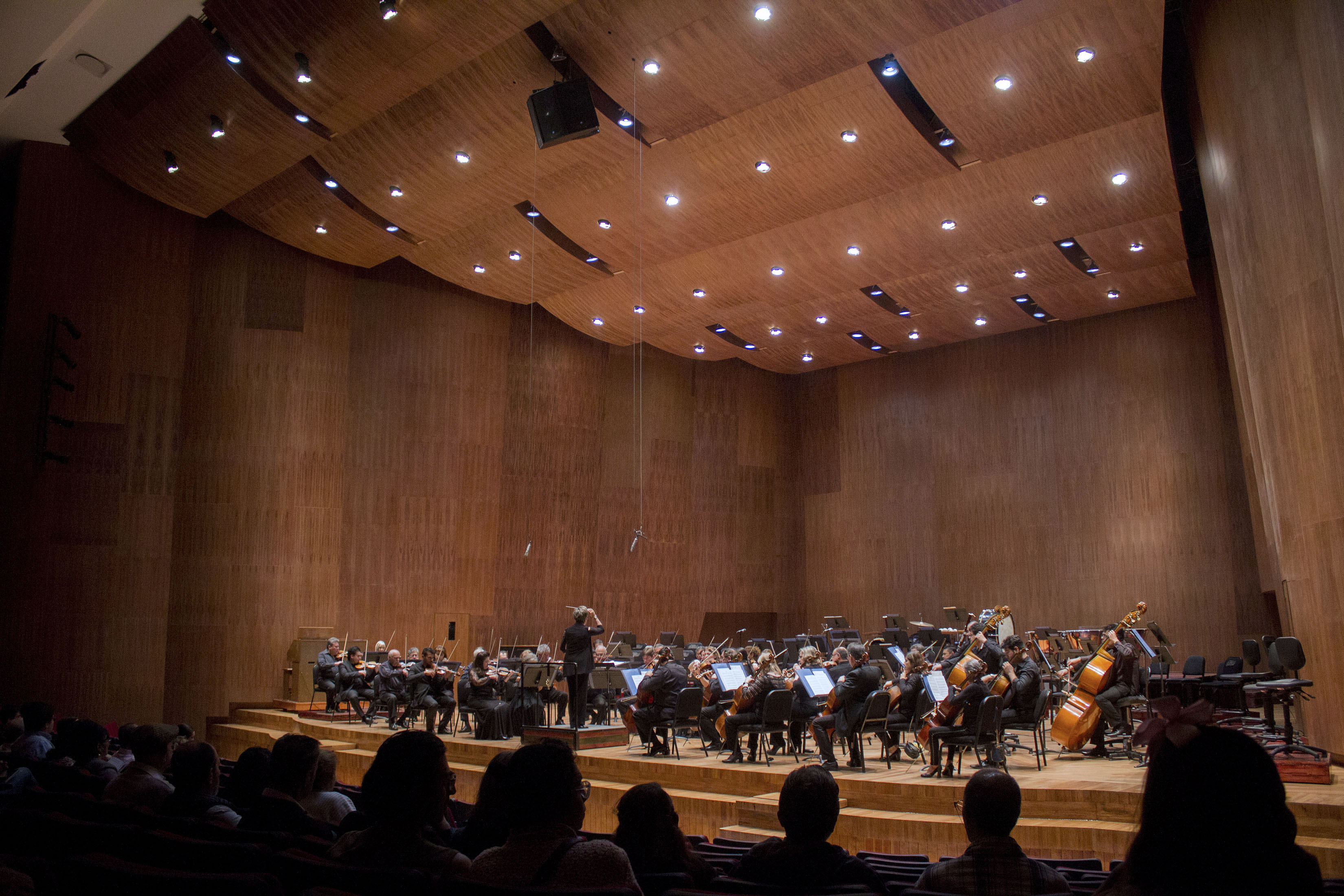
La Orquesta Filarmónica de la Ciudad de México en la Sala Silvestre Revueltas.

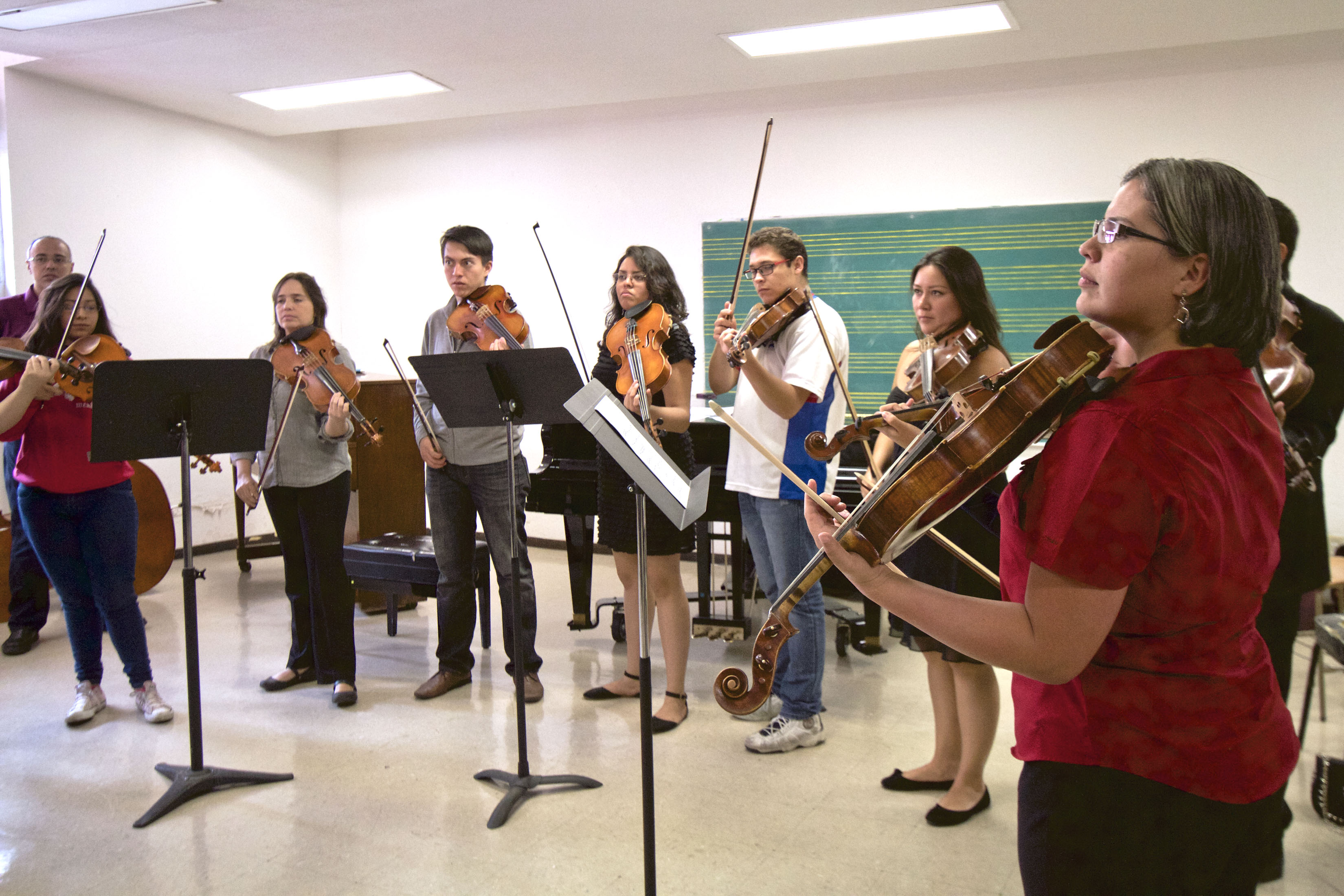
Alumnado de la Escuela de Música Vida y Movimiento en una clase magistral de la Orquesta Sinfónica Simón Bolívar.

Cuenta con dieciocho mil metros cuadrados de construcción destinados a la difusión del arte y la cultura, así como al estímulo de la educación impulsando a la música y la danza. En el centro se imparten desde cursos y talleres hasta estudios superiores tales como la licenciatura en música para más de 2,200 personas.
- Sala Silvestre Revueltas. Sala de conciertos donde se presenta la Orquesta Filarmónica de la Ciudad de México y otros eventos musicales y culturales.

- Sala Hermilo Novelo. Aula Magna para la escuela de Música Vida y Movimiento además de ser sede de la Orquesta Típica de la Ciudad de México.

- Centro de Documentación y Sala de Consulta. Espacio destinado al desarrollo de la educación artística tanto de manera formal como no formal: danza y música. Consiste en biblioteca, fonoteca, videoteca. el aula Marco Antonio Anguiano donde se imparten cursos y talleres diversos con apoyo de equipo audiovisual.

- Talleres de laudería y reparación de instrumentos de cuerda, aliento y piano. Para afinación y reparación de los instrumentos musicales que ofrece sus servicios a otros centros culturales.

- Libro Club Ollin Yoliztli. Club que cuenta con títulos literarios y presta sus servicios a usuarios internos al centro así como a externos.

## Escuelas
El Centro Cultural Ollin Yoliztli integra a distinta escuelas de educación artística que comprenden desde actividades de iniciación hasta nivel licenciatura y diversos programas de especialización
- Escuela de Iniciación a la Música y a la Danza, fundada en 1981, atiende a infancias que se forman en música, danza clásica y contemporánea.[9]

- Escuela de Música Vida y Movimiento, fundada en 1979, imparte la licenciatura en música con 19 especialidades instrumentales.[9]
- Escuela de Danza Contemporánea, fundada en 1999, forma a las personas como técnicas profesionales y técnicas superiores universitarias en danza contemporánea.[9]

Asimismo desde el centro se coordinan otras entidades educativas fuera del centro, tales como: 
- Escuela de Música Del Rock a la Palabra, localizada en la alcaldía Coyoacán y fundada en 2006, ofrece educación superior dedicada al rock y sus múltiples subgéneros.[10]
- Escuela de Danza de la Ciudad de México, localizada en la alcaldía Miguel Hidalgo.
- Escuela de Mariachi Ollin Yoliztli Garibaldi, localizada en el Centro Histórico de la capital mexicana, en la Plaza Garibaldi, fundada en 2013. Es la única escuela en México dedicada al género de mariachi, ofreciendo formación a nivel medio superior.[9]
- Programa de Orquestas Juveniles y Coros de la Ciudad de México “Fernando Lozano”,  programa educativo dedicado a la formación de personas entre 8 y 18 años en agrupaciones orquestales y corales de las 16 alcaldías de la capital mexicana.[9][11]